# Грязная дюжина
«Грязная дюжина» (англ. The Dirty Dozen) — американский художественный фильм режиссёра Роберта Олдрича, вышедший на экраны в 1967 году, экранизация романа Э. М. Натансона, первая часть кинотрилогии об американском штрафном подразделении диверсантов во время Второй мировой войны.

## Сюжет
Весной 1944 года армия союзников готовится к высадке в Нормандии. Перед днём «Д» американская военная разведка разрабатывает секретную операцию, выполнение которой, в обмен на амнистию, поручают двенадцати приговорённым к смерти или длительному заключению военным преступникам под руководством майора Рэйсмена.

## В ролях
- Ли Марвин — майор Джон Рэйсмен
- Эрнест Боргнайн — генерал-майор Уорден
- Чарлз Бронсон — Йозеф Владислав
- Джим Браун — Роберт Т. Джефферсон
- Джон Кассаветис — Виктор Р. Франко
- Ричард Джекел — сержант Клайд Баурен
- Джордж Кеннеди — майор Макс Армбрустер
- Трини Лопес — Педро Химинес
- Ральф Микер — капитан Стюарт Киндер
- Роберт Райан — полковник Эверетт Дэшер Брид
- Телли Савалас — Арчер Дж. Мэгготт
- Дональд Сазерленд — Вернон Л. Пинкли
- Клинт Уокер — Сэмсон Поузи
- Роберт Уэббер[англ.] — бригадный генерал Дентон

## Награды и номинации
- 1967 — Золотая медаль журнала Photoplay
- 1968 — премия «Оскар» за лучшие звуковые эффекты (Джон Пойнер), а также три номинации: лучший актёр второго плана (Джон Кассаветис), лучший монтаж (Майкл Лучано), лучший звук
- 1968 — премия Eddie Американской ассоциации монтажёров за лучший монтаж художественного фильма (Майкл Лучано)
- 1968 — три премии Laurel Awards: лучший актёр (Ли Марвин), лучший актёр второго плана (Джим Браун), лучший фильм в жанре боевик/драма; а также номинация на премию лучшему актёру второго плана (Джон Кассаветис)
- 1968 — номинация на премию Гильдии режиссёров США за лучшую режиссуру художественного фильма (Роберт Олдрич)
- 1968 — номинация на премию «Золотой глобус» лучшему актёру второго плана (Джон Кассаветис)

## Влияние на культуру
- Несмотря на большой успех, продолжения «Грязной дюжины» были сняты лишь через много лет и на телевидении, не предназначались для кинопроката и по содержанию с первоисточником были связаны весьма условно. Сначала в 1985 году Эндрю Маклаглен снял ленту «Грязная дюжина: Новое задание». Через три года вышел триквел «Грязная дюжина: Смертельное задание». В связи со смертью в 1987 году Ли Марвина в роли командира группы в последней картине снялся другой актёр, Телли Савалас.
- Фильм вызвал появление нескольких картин-подражаний разной степени качества. К таковым относятся, например, снятый уже в 1968 году советский «Один шанс из тысячи», в постановке которого участвовал Андрей Тарковский, китайская лента «Deadly strike», в котором главную роль сыграл Брюс Лай, и «American Tigers», в котором сыграла Синтия Ротрок.
- Концепция «Грязной Дюжины» легла в основу серии комиксов «Suicide Squad» во вселенной «DC Comics», экранизированной в 2016 году. Героями серии стали суперзлодеи данной вселенной, под угрозой смерти, принуждённые к исполнению приказов правительства США.
- В игровой вселенной Warhammer 40,000 существует 13-й штрафной легион, под командованием полковника Шаффера. Он комплектуется военными преступниками, которым даётся шанс искупить свою вину, приняв участие в самоубийственных заданиях. Также данное подразделение было доступно, как расширение для игровой расы Имперская Гвардия, в некоторых сценариях старых кодексов по настольной игре. Начиная с 5-й версии кодекса, оно более не поддерживается.
- Замок, где группа майора Рэйсмена выполняет задание, практически до деталей интерьеров и помещений воспроизведён в американской кампании компьютерной игры Call of Duty, в миссии в Шато.